# والنتینا آراکسمانیان
والنتینا ملکونی آراکسمانیان (ارمنی: Վալենտինա Մելքոնի Արաքսմանյան؛  ۱ ژانویهٔ ۱۹۱۵ – ۱۹۹۵) یک بازیگر اهل ارمنستان بود. وی بین سال‌های - تا - میلادی فعالیت می‌کرد.

## زندگی‌نامه
والنتینا در ۱ ژانویه ۱۹۱۵ در وان به دنیا آمد . وی همسر آلکساندر آراکسمانیان و مادر گوژ مانوکیان بود. وی در تئاتر مخاطبان جوان فعالیت می‌کرد. وی همچنین برندهٔ جوایزی همچون هنرمند شایسته ارمنستان شوروی شده است. وی در ۱۹۹۵ در سن ۸۰ سالگی در ایروان درگذشت.